# Jerzy Słowiński (polityk)
Jerzy Marian Słowiński (ur. 23 września 1946 w Jackowicach, zm. 13 października 2021) – polski samorządowiec, w latach 1994–2006 prezydent Radomska.

## Życiorys
W latach 1964–1969 studiował na Wojskowej Akademii Technicznej, następnie zaś na ekonomikę przemysłu na Wydziale Ekonomicznym Uniwersytetu Łódzkiego (1982–1988). Odbył studia podyplomowe w dziedzinie samorządu terytorialnego na Uniwersytecie Warszawskim, a także z zakresu wyceny nieruchomości na Politechnice Warszawskiej.
W okresie PRL był zatrudniony jako ekonomista w fabryce maszyn „Radomsko”, kierownik zaopatrzenia w WKS „Mostostal-Radomsko”, a także w Radomszczańskiej Spółdzielni Mieszkaniowej oraz w PTH „Rafa”.
Na początku lat 90. prowadził własną działalność gospodarczą. W 1994 został wybrany na prezydenta Radomska, reelekcję na to stanowisko uzyskiwał w 1998 (wybrany przez radę miejską) oraz 2002 (w wyborach bezpośrednich). Był także radnym miejskim. W 2004 odbyło się referendum w sprawie odwołania go ze stanowiska, z powodu zbyt niskiej frekwencji uznane za nieważne. Bez powodzenia ubiegał się o reelekcję w wyborach z 2006, przegrywając z Anną Milczanowską. Uzyskał w tymże roku mandat radnego powiatu radomszczańskiego, a cztery lata później został radnym miejskim.
Z ramienia Bloku dla Polski bezskutecznie ubiegał się o mandat poselski w wyborach w 1997. Działał w Związku Miast Polskich oraz w Ochotniczej Straży Pożarnej. Należał do Polskiego Stronnictwa Ludowego. Był odznaczony m.in. Złotym Krzyżem Zasługi.
Pochowany na cmentarzu Starym w Radomsku.